# Cornelius Warren
Cornelius Warren (* 15. März 1790 in Phillipstown, New York; † 28. Juli 1849 in Cold Spring, New York) war ein US-amerikanischer Jurist und Politiker. Zwischen 1847 und 1849 vertrat er den Bundesstaat New York im US-Repräsentantenhaus.

## Werdegang
Cornelius Warren wurde ungefähr sieben Jahre nach dem Ende des Unabhängigkeitskrieges in Phillipstown geboren, studierte und schloss seine Vorstudien ab. Er studierte Jura, bekam seine Zulassung als Anwalt und begann dann zu praktizieren. 1841 wurde er zum Richter am Court of Common Pleas ernannt. Politisch gehört er der Whig Party an. Bei den Kongresswahlen des Jahres 1846 für den 30. Kongress wurde er im achten Wahlbezirk von New York in das US-Repräsentantenhaus in Washington, D.C. gewählt, wo er am 4. März 1847 die Nachfolge von William W. Woodworth antrat. Er schied nach dem 3. März 1849 aus dem Kongress aus. Am 28. Juni 1849 starb er in Cold Spring und wurde dann auf dem Old Cemetery beigesetzt. Zu jenem Zeitpunkt war der Mexikanisch-Amerikanische Krieg ungefähr eineinhalb Jahre zu Ende.